# PC 99

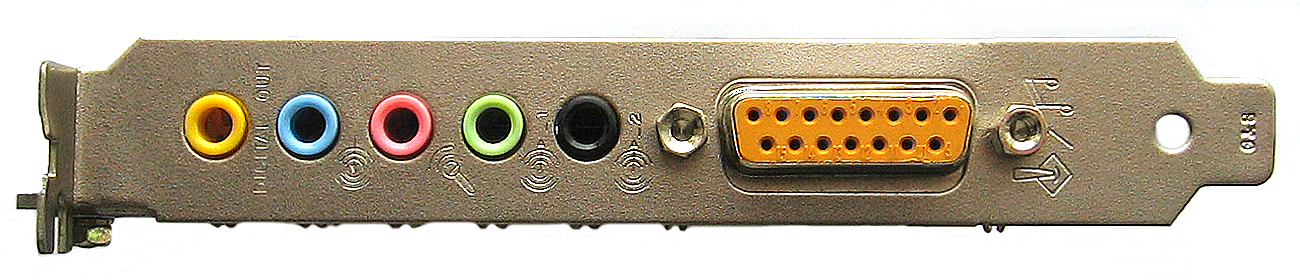
Színkódolt csatlakozók Soundblaster hangkártyán

A PC 99 a Microsoft és az Intel által 1998-ban kidolgozott szabvány. Célja a számítógépek szabványosítása, főleg a Windows-kompatibilitás érdekében. Minimális konfigurációkat ajánlottak, az akkoriban elterjedt irodai, vagy otthoni, multimédiás felhasználásra szánt gépek esetében (pl. legalább 300 MHz-es processzort, és legalább 64 MiB RAM-ot ajánlottak egy multimédiás gépbe). Erősen ellenjavallott volt a nem Plug and Play eszközök használata, viszont javasolták az USB-s eszközöket.

## Színkódok
A PC 99 szabvány legfontosabb újítása az egységes színkódok bevezetése, ami a sok, egymáshoz hasonló csatlakozó közti eligazodásban segíti a kezdő felhasználókat. Ezt a színkód-rendszert majdnem minden PC, alaplap és perifériagyártó átvette.
| Szín | Szín           | Funkció                                                                                                  | Csatlakozó           |
| ---- | -------------- | --- | -------------------- |
|      | Zöld           | PS/2 egér                                                                                                | 6 pines mini-DIN     |
|      | Lila           | PS/2 billentyűzet                                                                                        | 6 pines mini-DIN     |
|      | Fekete         | USB |                      |
|      | Szürke         | Firewire / IEEE 1394                                                                                     | 6 pines FireWire 400 |
|      | Burgundi vörös | Párhuzamos port                                                                                          | 25 pines D           |
|      | Türkizkék      | Soros port                                                                                               | 9 pines D            |
|      | Kék            | Analóg VGA                                                                                               | 15 pin VGA           |
|      | Fehér          | Digitális monitor csatlakozó (LCD)                                                                       | DVI                  |
|      | Citromsárga    | S-Video                                                                                                  | 4 pines mini-DIN     |
|      | Citromsárga    | Kompozit videó                                                                                           | RCA jack             |
|      | Rózsaszín      | analóg mikrofon hangbemenet                                                                              | 3,5 mm jack          |
|      | Világoskék     | Analóg hangbemenet (line in)                                                                             | 3,5 mm jack          |
|      | Világoszöld    | Analóg hangkimenet a fő hangszóróknak, vagy fejhallgatónak                                               | 3,5 mm jack          |
|      | Barna          | Analóg hangkimenet a középső hangszórónak                                                                | 3,5 mm jack          |
|      | Narancssárga   | S/PDIF digitális hangkimenet (néha analóg kimenetként a mélynyomó és a középső hangszóró csatlakozik rá) | 3,5 mm jack          |
|      | Aranysárga     | Game port / MIDI                                                                                         | 15 pines D           |

## Lásd még
- PC 97-es szabvány
- IBM-kompatibilis PC

## Külső hivatkozások
- Intel and Microsoft – PC 99 System Design Guide (PDF, 1533 KB)
- PC Design Guides (site might not be functional anymore)
- Microsoft – PC System Design Guide Downloads
- Microsoft – WHDC